# Carcass
Carcass er et britisk dødsmetal og goregrind-band dannet af den daværende Napalm Death-guitarist Bill Steer og trommeslageren Ken Owen i 1985 i Liverpool. I 1987 sluttede bassist og vokalist Jeff Walker, tidligere medlem af Electro Hippies, sig til dem. Carcass lagde fundamentet for musikgenrer som goregrind og deathgrind, og betragtes også som en af pionererne indenfor melodisk dødsmetal. I 1995 gik bandet i opløsning, men gruppen har senere bekendtgjort at de ville genforene i 2008.

## Medlemmer
- Bill Steer – Vokal, guitar (1985 – 1995; 2008 – )
- Jeffrey Walker – Vokal, bas (1987 – 1995; 2008 – )
- Michael Amott – Guitar (1990 – 1993; 2008 – )
- Daniel Erlandsson – Trommer (2008 – )

### Tidligere medlemmer
- Ken Owen – Trommer, vokal (1985 – 1995)
- Mike Hickey – Guitar (1993 – 1994)
- Carlo Regadas – Guitar (1994 – 1995)
- Sanjiv – Vokal (1985 – 1987)

## Diskografi

### Demoer
- A Bomb Drops... (1986)
- Flesh Ripping Sonic Torment (1987)
- Symphonies of Sickness (1988)
- Heartwork (1993)

### Album
- Reek of Putrefaction (Earache, 1988)
- Symphonies of Sickness (Earache, 1989)
- Necroticism - Descanting the Insalubrious (Earache, 1991)
- Heartwork (Earache, 1993)
- Swansong (Earache, 1996)
- Surgical Steel (Nuclear blast, 2013)

### Ep'er
- The Peel Sessions (Strange Fruit, 1989)
- Tools of the Trade (Earache, 1992)
- The Heartwork EP (Earache, 1993)

### Opsamlingsalbum
- Wake up and Smell the... Carcass (1996)
- Best of Carcass (Japan 2-CD) (1998)
- Requiems of Revulsion: A Tribute To Carcass (2001)
- Flesh Ripping Symphony (Piratudgave) (2003)
- Choice Cuts (2004)